# Єгор’євський (Калузька область)
Єгор’євський (рос. Егорьевский) — село в Козельському районі Калузької області Російської Федерації.
Населення становить 2 особи. Входить до складу муніципального утворення Село Чернишено.

## Історія
Від 2004 року входить до складу муніципального утворення Село Чернишено.

## Населення
| 2002 | 2010 |
| ---- | ---- |
| 2    | →2   |